# 空 (藍坊主の曲)
「空」（そら）は、日本のバンド藍坊主のインディーズ2枚目のシングルである。2003年9月17日発売。発売元はHILLS RECORDS。

## 概要
- インディーズ時代最後のシングル。

## 収録曲
1. 空(4:22)
作詞・作曲、藤森真一
2. センチメンタルを越えて(4:19)
作詞・作曲、佐々木健太
3. myself(3:29)
作詞・作曲、藤森真一
4. ベルガモット(3:08)
作詞・作曲、佐々木健太

## 収録アルバム

### 空
- オリジナル『ヒロシゲブルー』（2004年5月12日）

### センチメンタルを越えて
- オリジナル『ヒロシゲブルー』（2004年5月12日）